# Jolanta Fraszyńska
Jolanta Danuta Fraszyńska, właśc. Jolanta Danuta Przygoda (ur. 14 grudnia 1968 w Katowicach) – polska aktorka filmowa i teatralna.
Zagrała w ponad 40 inscenizacjach teatralnych, 25 realizacjach Teatru Telewizji i pięciu spektaklach Teatru Polskiego Radia. Współpracowała z wieloma wybitnymi reżyserami teatralnymi, takimi jak Jerzy Jarocki, Krystian Lupa czy Krzysztof Warlikowski. Była etatową aktorką Teatru Polskiego we Wrocławiu i Teatru Dramatycznego w Warszawie oraz grała w warszawskich teatrach: 6. piętro i Komedia. 
Popularność przyniosły jej role w filmach: Sto minut wakacji (1998), Kiler-ów 2-óch (1999) i Skazany na bluesa (2005) oraz w serialach: Na dobre i na złe, Ekstradycja, Licencja na wychowanie, Leśniczówka i Teściowie. 

## Życiorys
Dzieciństwo spędziła w Mysłowicach wraz z matką Krystyną, ojczymem i starszą siostrą przyrodnią Katarzyną. Biologicznego ojca poznała, kiedy była w okresie licealnym. Z kolejnego związku ojca ma dwoje rodzeństwa przyrodniego, siostrę Magdę i brata Przemysława.
Od szóstego roku życia występowała w zespole wokalno-tanecznym w domu kultury WSS „Społem”, a w nastoletnim życiu działała w oazie, śpiewała w chórze kościelnym i była harcerką. Po zdaniu matury w Studium Wychowania Przedszkolnego podjęła studia we wrocławskiej filii Państwowej Wyższej Szkoły Teatralnej w Krakowie. W 1991 wystąpiła na IX Ogólnopolskim Przeglądzie Spektakli Dyplomowych Szkół Teatralnych w Łodzi ze swoim spektaklem dyplomowym Nasze miasto, w którym zagrała główną rolę – Emilkę. Po ukończeniu studiów dołączyła do zespołu Teatru Polskiego we Wrocławiu, grając gościnnie w spektaklu Dzieci Arbatu, a także zadebiutowała jako aktorka filmowa rolą Ani w In flagranti Wojciecha Biedronia. W 1992 zagrała Ottlę w spektaklu Pułapka Tadeusza Różewicza w reż. Jerzego Jarockiego, a w 1993 wystąpiła jako Bianka w filmie Magdaleny Łazarkiewicz Białe małżeństwo oraz jako młoda prostytutka i narkomanka Jola w Porze na czarownice Piotra Łazarkiewicza.
W 1998 odeszła z Teatru Polskiego i przeniosła się do Teatru Dramatycznego w Warszawie, gdzie wystąpiła m.in. w Powrocie Odysa i Wymazywaniu, reżyserowanych przez Krystiana Lupę, ponadto zagrała m.in. lesbijkę Jerri w Niezidentyfikowanych szczątkach ludzkich i prawdziwej naturze miłości Brada Frasera w reż. Grzegorza Jarzyny i Guildensterna w Hamlecie Williama Shakespeare’a w reż. Krzysztofa Warlikowskiego. W 2009 po zostaniu zwolnioną z Teatru Dramatycznego rozpoczęła współpracę z warszawskimi teatrami 6. piętro i Komedia, w których zagrała m.in. w: Fredrze dla dorosłych mężów i żon, Uchu van Gogha, Bogu mordu, Zwariowanej terapii czy Pierwszej randce. Po 2017 zawiesiła aktywność teatralną.
Szeroką rozpoznawalność zyskała dzięki roli Aldony Lipskiej w komedii Juliusza Machulskiego Kiler-ów 2-óch (1999) i hakerki „Ćmy” w trzeciej serii Ekstradycji (1999), a także Moniki Zybert w serialu TVP2 Na dobre i na złe, w którym grała przez kolejne 10 lat. W maju 1999 jej roznegliżowane zdjęcia opublikowane zostały na łamach miesięcznika „Playboy Polska”. Występ jako matka w Sto minut wakacji (1998) Andrzeja Maleszki przyniosła jej nagrodę za najlepszą rolę kobiecą na Międzynarodowym Festiwalu Filmów Młodego Widza „Ale Kino!” w Poznaniu (2000), a główna rola w Ławeczce (2004) Macieja Żaka, tragikomicznej opowieści o poszukiwaniu miłości, zainspirowana głośną sztuką Aleksandra Gelmana, została wyróżniona nagrodą publiczności na Lecie Filmowym w Kazimierzu Dolnym (2004). Jedną z najważniejszych ról wykreowała w filmie Skazany na bluesa (2005), w którym wcieliła się w „Golę”, żonę Ryszarda Riedla. Rola przyniosła jej Złotą Kaczkę dla najlepszej polskiej aktorki (2006). 
W 2005 ukazał się tomik „Bajki gwiazd”, w którym znalazł się tekst autorstwa m.in. Fraszyńskiej. Zagrała jedną z pierwszoplanowych ról w serialu TVP1 Hotel pod żyrafą i nosorożcem (2008). Również w 2008 uczestniczyła w czwartej edycji programu rozrywkowego TVN Jak oni śpiewają, ale po trzech odcinkach zrezygnowała z dalszego udziału z powodów zdrowotnych. W latach 2010–2011 grała główną rolę w serialu TVP2 Licencja na wychowanie. W 2011 zasiadła w jury 13. edycji programu rozrywkowego TVN Taniec z gwiazdami. W latach 2018–2024 grała Katarzynę Ruszczyc, główną bohaterkę serialu TVP1 Leśniczówka. Od 2023 gra jedną z głównych ról w serialu Polsatu Teściowie, a od 2025 w serialu TVN Szpital św. Anny.

## Życie prywatne
Dwukrotnie rozwiedziona. Przez cztery lata była żoną aktora Roberta Gonery, z którym ma córkę Nastazję (ur. 1990). Jej drugim mężem był operator Grzegorz Kuczeriszka, z którym ma córkę Anielę (ur. 2004) i z którym rozwiodła się wiosną 2010. Następnie związała się z Tomaszem Zielińskim.
Chorowała na depresję i cierpiała na zaburzenia lękowe, podjęła psychoterapię u Berta Hellingera. Przez dwa lata była ambasadorką Ogólnopolskiej Kampanii Społecznej Forum przeciw depresji.
W maju 2024 ogłosiła, że w wieku 55 lat dokonała urzędowej zmiany nazwiska z Fraszyńska na Przygoda.

## Filmografia

### Aktorka
- 1986: Budniokowie i inni
- 1989: Szklany dom – ciężarna córka mieszkanki kamienicy
- 1989: Powroty
- 1991: In flagranti – Ania, studentka doktora Nowaka
- 1992: Białe małżeństwo – Bianka
- 1992: Żegnaj, Rockefeller – Julia Kuczmańska, dziewczyna Michała
- 1992: Enak – dziewczyna z komitetu wyborczego
- 1993: Wow – pani Kane (odc. 12-13)
- 1993: Pora na czarownice – Jola Markowska
- 1993: Łowca. Ostatnie starcie – psycholog Tereska
- 1993: Goodbye Rockefeller – Julia Kuczmańska, dziewczyna Michała
- 1995: Prowokator – urzędniczka na poczcie
- 1995: Grający z talerza – Janka (głos)
- 1996: Maszyna zmian. Nowe przygody – Ewa (odc. 1)
- 1997: Klan – Dorota Lubicz (odcinki pilotażowe)
- 1997: Królowa złodziei – Francoise
- 1997: Wojenna narzeczona – Ania, kelnerka w restauracji Dąbrowskiego (odc. 3-4)
- 1997: Boża podszewka – Elżutka Jurewicz, siostra Marysi
- 1998: Ekstradycja 3 – haker Ćma
- 1998: Sto minut wakacji (film) – Danuta Milley
- 1999: Sto minut wakacji (serial) – Danuta Milley
- 1999: Kiler-ów 2-óch – Aldona Lipska
- 1999–2010: Na dobre i na złe – Monika Zybert-Jędras
- 1999: Ja, Malinowski – Eliza
- 2000: Dom – Jola, córka Ekstra-mocnego (odc. 24-25)
- 2001: Zostać miss – Katarzyna Wolska, reporterka radia „Stolica” (odc. 10 i 13)
- 2001: Domek dla Julii – Julia
- 2001: Pieniądze to nie wszystko – Małgosia, sekretarka Turkota
- 2001: Cisza – przyjaciółka Mimi
- 2001: Kocham Klarę – aktorka Jola Kapuścińska (odc. 13)
- 2003: Zróbmy sobie wnuka – sprzedawczyni
- 2004: Ławeczka – Kasia
- 2005: Skazany na bluesa – Małgorzata „Gola” Riedel, żona  Ryśka
- 2005: PitBull (film) – żona tirowca
- 2005: Pitbull (serial) – żona tirowca (odc. 4)
- 2005: Anioł Stróż – Beata, siostra Anny
- 2008: Niania – Sandra (odc. 109)
- 2008: Hotel pod żyrafą i nosorożcem – Anna Miłobędzka
- 2010–2011: Licencja na wychowanie – Roma Barańska
- 2012: Hotel 52 – Grażyna Jabłońska (odc. 54)
- 2012: Ja to mam szczęście! – Wanda (odc. 34)
- 2012: Sęp – sędzia
- 2015–2016: M jak miłość – Zuzanna Marszałek
- 2015: Ojciec Mateusz – laborantka Agnieszka Murawska (odc. 171)
- 2018: Ucho Prezesa – Nelly (odc. 33)
- 2018–2024: Leśniczówka – Katarzyna Ruszczyc
- od 2023: Teściowie – Dorota Ledwoń
- od 2025: Szpital św. Anny – ordynator Zyta Orłowicz[22]

### Polski dubbing
- 1998: Mulan – Fa Mulan
- 1998: Rudolf czerwononosy renifer – Fiołek
- 2000: Droga do El Dorado – Chel
- 2005: Czerwony Kapturek – prawdziwa historia – Czerwony Kapturek
- 2007: Pana Magorium cudowne emporium – Molly Mahoney
- 2009: Esterhazy – matka polskiej rodziny
- 2013: Ralph Demolka – Wandelopa von Cuks
- 2018: Ralph Demolka w internecie –
  - Wandelopa von Cuks,
  - Fa Mulan
- 2019: Agent Kot – Roxi
- 2021: Falcon i Ziomowy Żołnierz – Valentina Allegra de Fontaine
- 2021: Nareszcie sam w domu – Pam McKenzie[23]

## Role teatralne
- 1991: Nasze miasto, spektakl dyplomowy – Emilka
- 1991: Ania z Zielonego wzgórza według Lucy Maud Montgomery – Ania
- 1992: Pułapka według Różewicza
- 1992: Płatonow według Czechowa – Sasza
- 1993: Płatonow – akt pominięty według Czechowa – Sasza
- 1994: Romeo i Julia – Julia
- 1997: Hedda Gabler według Ibsena – Pani Elvsted
- 1998: Niezidentyfikowane szczątki ludzkie według Frasera – Jerri
- 1999: Opera żebracza według Havla – Jeny
- 1999: Hamlet – Guildenstern
- 1999: Powrót Odysa według Wyspiańskiego
- 2001: Wymazywanie według Bernharda
- 2008: Ucho Van Gogha Fred Apka – Ona
- 2010: Fredro dla dorosłych mężów i żon według Aleksander Fredro

### Teatr Telewizji
- 1992: Obcy bliscy według Gundmundura Steinssona – Marta
- 1992: Roberto Zucco – Dziewczynka
- 1993: Gyubal Wahazar – Świntusia Macabrescu
- 1999: Dybuk – Gitel
- 2006: Umarli ze Spoon River – Dora Williams